# Maze Runner: The Death Cure
Maze Runner: The Death Cure (El corredor del laberinto: La cura mortal, en España y Maze Runner: La cura mortal, en Hispanoamérica) es una película de acción y ciencia ficción estadounidense dirigido por Wes Ball, basado en The Death Cure, el libro final de trilogía The Maze Runner, escrito por James Dashner, con guion de T.S. Nowlin. Es la secuela de la película de 2015 Maze Runner: The Scorch Trials y la tercera y última entrega de la serie de películas de Maze Runner.
Maze Runner: The Death Cure se estrenaría originalmente el 17 de febrero de 2017, en los Estados Unidos por 20th Century Fox, pero el estudio cambió la fecha hasta el 9 de febrero de 2018 para ser estrenada en formatos 3D, 2D e IMAX 3D, dando tiempo a Dylan O'Brien para recuperarse completamente de sus lesiones sufridas en el set. Finalmente la película fue estrenada el 26 de enero de 2018 en 3D, 2D, IMAX e IMAX 3D.

## Argumento
Un auto recorre las ruinas de lo que alguna vez fue una ciudad, en este coche venían, Brenda (Rosa Salazar) y Jorge (Giancarlo Esposito), y en otra escena se los muestra a ellos en la cima de una duna, en dónde después se oye un tren que se va acercando, los ocupantes del auto empiezan a seguirlo; seguidamente se muestra a Thomas (Dylan O'Brien) y Vince (Barry Pepper) en otro auto, este par se cuela en la parte de atrás del tren, mientras que Brenda le dispara a uno de los conductores del tren, lo cual hace que uno de estos llame a un Berg cercano para pedir refuerzos, el Berg llega rápidamente, empezando a disparar al auto de Brenda y Jorge, lo cual los obliga a abandonar el lugar.
Mientras tanto, Thomas y Vince tienen un pequeño enfrentamiento con algunos soldados del tren, pero logran desenganchar el tren haciendo que una parte de este siga avanzando y la otra frene precipitadamente. Después de esto, Thomas llama a Newt (Thomas Brodie-Sangster), que estaba oculto detrás de una roca, acto seguido, Thomas empieza a gritar el nombre de Minho, el cual, al oír su voz empieza a gritar desesperadamente junto con otros jóvenes que estaban en el vagón, Thomas señala uno de los vagones del tren para que Newt pueda desengancharlo por completo. 
En otra escena se muestra el auto de Brenda aún siendo perseguido por el Berg, finalmente el coche termina frenando ya que no había dónde ir, los soldados del Berg empiezan a bajar  para acorralar a Brenda y a Jorge, no obstante, todo había resultado en una trampa, ya que Sartén (Dexter Darden) junto con otros jóvenes, salen de sus escondites y los rodean, dejando a los soldados sin alternativa, por lo tanto se rinden. El piloto del Berg, apenas ve lo sucedido, intenta llamar refuerzos pero Harriet (Nathalie Emmanuel) le apunta con un arma, ya que esta se había colado secretamente al Berg.
Después de esto, se muestra que Thomas y Vince aún están enfrentando a los soldados del tren.
Newt finalmente logra desenganchar el tren por completo, y oportunamente aparece el Berg, ahora manejado por Jorge, Brenda lanza una especie de ancla para desenganchar el tren y llevárselo de ahí. Thomas sube junto con Newt, Vince tiene un percance pero logra subir junto con otros dos jóvenes que habían llegado con Newt.
Todos celebran que el plan tuvo éxito, mientras que los soldados no pudieron hacer nada, ya que el Berg iba alejándose.
Después de haber llegado a la nueva base del Brazo Derecho, Thomas y Newt abren el vagón de carga para tratar de encontrar a Minho, sin embargo, en el vagón se encontraba Aris (Jacob Lofland) junto con Sonya (Katherine McNamara), quiénes habían sido tomados por CRUEL anteriormente. Desgraciadamente, Minho no estaba ahí.
Aris más tarde le revela que Minho sí estaba en el tren pero que irónicamente, se habían equivocado de vagón. También le revela que había algo llamado "La Última Ciudad", la cual era el centro de operaciones de CRUEL.
Por las vías del tren se muestra a los jóvenes siendo bajados de los demás vagones, mientras que algunos soldados de CRUEL se encargaban de analizar los rastreadores que tenían en el cuello. Mientras Janson (Aidan Gillen) rondaba por el lugar, uno de sus informantes le dice que creían que eran ellos (haciendo referencia a Thomas y a su grupo), pero luego Janson empezaba a sonreír un poco al notar que no habían obtenido lo que buscaban, puesto que, de entre los tantos jóvenes, Minho se encontraba entre ellos.
De nuevo en la base, Thomas estaba discutiendo con Vince diciéndole que podrían volver a intentarlo, a lo cual Vince se niega porque "no puede arriesgar a su equipo sólo por un hombre". Mientras Thomas observaba un lugar en específico del mapa que estaba en la mesa donde se hallaba reunido el resto del equipo, pregunta si se podía llegar a ese lugar, el cual era un viejo puesto de control. Jorge interviene y dice que había ido por ese lugar y lo único que había eran Cranks, aunque Thomas se le notaba el interés por ir. En ese momento, en la radio de transmisión de Jorge, se empiezan a oír voces, al principio no se entendía, pero luego cayeron en la cuenta de que algunos Bergs se acercaban, por lo que terminan apagando las luces del lugar para no levantar sospechas, Vince le da una muestra de apoyo a Thomas, ya que comprendía por lo que el joven estaba pasando.
En la noche, Thomas decide huir solo del lugar para dirigirse al puesto de control del que había hablado Jorge, pero justo cuando se disponía a tomar un coche para largarse de ahí, Newt lo retiene, diciéndole que no lo dejará ir solo, Sartén también se encontraba en uno de los autos, por lo que Thomas termina cediendo y acepta ir con ellos.
Después de eso, se mostraba a Minho, inconsciente aún, sobre el césped; cuando este despierta, descubre que estaba de nuevo en el Laberinto (de la primera película) (The Maze Runner (película)). Minho, atónito, empieza a recorrer el lugar hasta que oye unos ruidos a lo lejos, donde se observaban a tres jóvenes cerca del muro, Minho los llama a gritos y cuándo estos se dan la vuelta, el chico queda todavía más atónito al darse cuenta de que se trataba de 3 de sus amigos que habían muerto en el Laberinto, Chuck (Blake Cooper), Alby (Aml Ameen) y Jeff (Jacob Latimore).
Antes de que pudiera reaccionar, Minho ve a un niño corriendo por el lugar, a lo cual él decide seguirlo; el niño entra en una pequeña choza, Minho al entrar descubre que el lugar es idéntico a los corredores que lo llevaron a la salida del Laberinto cuándo este pudo salir junto con Thomas y los demás del grupo, lo cual es raro para Minho.
Un muro se abre detrás de él, revelando a un Penitente (criatura del Laberinto).
Minho empieza a correr rápidamente, y en un punto deja de correr pero no por su propia voluntad, sino que sentía que algo lo obligaba a hacerlo.
Minho termina pegado al techo, sin poder moverse, y luego para el horror del asiático, el Penitente lo encuentra y lo acorrala con dos de sus patas mecánicas para atacarlo.
Después, se muestra que en realidad Minho estaba atado a una máquina que le transmitía ilusiones, y éste sólo podía gritar, sin ser capaz de moverse, hasta que apagan la máquina: un doctor que estaba con él le dice a dos personas, que observaban el experimento detrás de un vidrio, que funciona mejor que el Laberinto, por lo que deciden proseguir con las pruebas.
Se revela que estas dos personas eran la doctora Ava Paige (Patricia Clarkson) y Teresa (Kaya Scodelario), la cual había traicionado a Thomas y a su grupo en el final de Maze Runner: The Scorch Trials y unido al grupo de Paige para seguir en búsqueda de la cura. La máquina vuelve a encenderse, provocando que Minho vuelva a gritar por lo que pasaba en su cabeza. Ante esto, Teresa conmocionada por la escena, observa cómo continúan las pruebas.
Más tarde, Thomas junto con Newt y Sartén, llegan a un túnel, donde Newt le pregunta a Thomas si estaba seguro de entrar, Thomas duda pero asiente.
Seguidamente, entran al túnel, pero no había señales de Cranks hasta que luego ven uno. Thomas dice que no había por qué preocuparse y le ordena a Sartén que simplemente rodee al Crank, pero rápidamente otros Cranks empiezan a acorralar el auto, Sartén acelera y se escapan de la mayoría de ellos, pero terminan chocando y el auto termina volcándose; logran salir pero más Cranks empiezan a venir y cuándo parecía que era el fin del trío, otro auto aparece, el cual estaba pilotado por Brenda y Jorge. Brenda les ordena a todos que suban y finalmente logran escapar.
Cuando salen del túnel, Brenda los ve con cierta cara de gracia, por no creer lo que los chicos habían hecho.
Jorge les dice que ya no tengan esperanzas, pero Newt lo interrumpe y señala a la izquierda, dónde se encontraba "La Última Ciudad".
El lugar estaba rodeado por una fortaleza de muros. Entonces Jorge les dice al grupo que se dirigirán al lugar.
Newt le pregunta a Thomas si cree que Minho estará allí, a lo que Thomas asiente, aunque el rubio también le advierte que Teresa estará allí, dejando a Thomas sin palabras.
El grupo llega al borde del muro, el cual rodea y protege a la ciudad del ataque de los Cranks. Fuera del muro, el grupo camina entre las personas infectadas de la Llamarada que se reúnen en protesta para que se les permita ingresar a la ciudad. Sin embargo, la tropa de CRUEL abre fuego contra los manifestantes, que se retiran. En la conmoción, Thomas, Newt, Sartén, Brenda y Jorge son capturados por un grupo de hombres enmascarados y llevados a un escondite, donde se revela que uno de los hombres enmascarados es Gally (Will Poulter), quien sobrevivió a la herida de lanza que le infligió Minho en (The Maze Runner (película)). Gally revela que, después de que lo dejaran morir, Lawrence (Walton Goggins), un líder rebelde de los infectados, lo rescató y lo cuidó para que se recuperara de sus heridas. Gally los lleva a ver a Lawrence, quien les permite ingresar a la ciudad a través de una entrada secreta. Gally conduce a Thomas y Newt a través de los túneles hacia la ciudad y luego usa un telescopio para espiar las oficinas centrales de CRUEL; localizando a Teresa, quien trabaja para encontrar una cura, Gally sugiere que la única forma de entrar al edificio es a través de Teresa. Más tarde, Newt se muestra enojado y confronta a Thomas sobre si todavía siente algo por Teresa y termina saliendo de la habitación, preocupado por el repentino cambio de emociones. Luego le revela a Thomas que está infectado con el virus de la Llamarada, deduciendo finalmente que nunca fue Inmune y fue puesto en el laberinto para ver cómo le iría contra los Inmunes como Thomas. Gally le dice a Thomas que Teresa puede meterlos a la base de CRUEL, por lo que Thomas consigue que lo siga hasta un callejón, donde ambos hablan sobre la decisión que tomó Teresa de unirse a CRUEL. Finalmente, Gally atrapa a Teresa y junto a Thomas se la llevan.
El grupo la lleva a una iglesia abandonada donde acepta ayudarlos, ya que necesitan usar su huella digital para ingresar a CRUEL. Teresa también elimina los rastreadores de Thomas y el resto, el cual CRUEL les implantó antes de ingresar al Laberinto. Mientras Teresa elimina el rastreador de Thomas, éste, Newt y Gally escoltan a Teresa dentro de CRUEL y hacia la ubicación de los Inmunes. Gally cuida a los niños Inmunes y va a buscar las reservas de suero para la rebelión, mientras que Thomas, Teresa y Newt buscan a Minho. Éstos son descubiertos y perseguidos por un vengativo Janson, que lidera las tropas de CRUEL, con la intención de matar a Thomas. Teresa los ayuda a escapar para encontrar a Minho, antes de correr para hacer un análisis de sangre con la sangre de Thomas que obtuvo mientras retiraba su rastreador. Gally toma el suero y lleva a los niños inmunes afuera a un autobús donde Brenda está esperándolos.
Después de que Gally regresara a CRUEL para buscar a Thomas, Brenda se ve obligada a irse con los niños Inmunes en el autobús cuando las fuerzas de CRUEL se les acercan. Thomas y Newt se dirigen a donde Minho se mantiene en el ala médica, donde se reúnen. Ellos son perseguidos y acorralados por Janson antes de saltar de una ventana a la fuente de la calle para escapar. Mientras tanto, Teresa descubre que la sangre de Thomas es una de las pocas entre los Inmunes que puede curar la Llamarada permanentemente. Rápidamente, comparte su descubrimiento con la líder de CRUEL, Ava Paige, y ambas acuerdan que deben encontrar a Thomas. Brenda y los niños Inmunes están acorralados por las autoridades de CRUEL. Sin embargo, Sartén los salva usando una grúa para sacar el autobús fuera del muro. Mientras tanto, Lawrence reúne a sus rebeldes fuera de la ciudad antes de volar el muro y suicidarse en el proceso, permitiendo que sus aliados rebeldes y las personas infectadas asalten la última ciudad y la ataquen. Fuera de la sede, Gally encuentra a Thomas, Minho y Newt. Thomas envía a Minho y Gally para traer de vuelta algo del suero que obtuvieron de CRUEL, que está con Brenda y los niños Inmunes, para un Newt que, rápidamente, sufre los síntomas del virus. Mientras espera, Newt le da a Thomas un collar con un cilindro de plata en el extremo, antes de desmayarse. Teresa transmite su voz por el sistema de transmisión de emergencia de la ciudad, diciéndole a Thomas que su sangre puede salvar a Newt y que todo lo que tiene que hacer es regresar a CRUEL. Sin embargo, Newt recupera la conciencia, casi por completo actuando como un Crank, y ataca a Thomas. Mientras luchan, Newt vuelve a sus sentidos por un momento y le ruega a Thomas que lo asesine. Cuando ve que Thomas no tiene intención de hacerlo, Newt —sin otra opción— se apuñala a sí mismo, suicidándose.
Thomas decide volver a CRUEL y se enfrenta a Ava, quien confirma que su sangre puede curar la Llamarada, y enfatiza que las intenciones de CRUEL son sólo por el bien del mundo. Sin embargo, ella es asesinada por Janson, quien también está infectado por la Llamarada. Janson apuñala a Thomas con un dardo sedador y lo arrastra a una sala médica donde Teresa está lista para extraer su sangre. Sin embargo, él revela que, tanto él como CRUEL, sólo están realmente interesados en curar a aquellos a quienes les plazca, lo que resulta que Teresa se vuelva contra él y libere a Thomas. Tras una pelea, Janson persigue a Thomas y Teresa en un laboratorio, disparándoles. Thomas recibe uno de los disparos en el estómago al tratar de salvar a Teresa, dejándola para tratar con Janson. Este atrapa a Teresa y amenaza con matarla, por lo que Thomas destruye un cristal, que libera a dos Cranks cautivos en el laboratorio, los cuales atacan y matan a Janson, lo que permite a Thomas y Teresa escapar y llegar a una azotea donde están atrapados, rodeado de llamas por las explosiones causadas por el ejército de Lawrence. Sin posibilidad de salir de la azotea y esperando su fin, Teresa, triste, le dice a Thomas que intentó ayudar y éste le asegura que lo sabe, compartiendo ambos un beso emotivo. De repente, llega un Berg, pilotado por Vince, Brenda, Jorge, Sartén y Gally. Rápidamente, Teresa ayuda a Thomas, quien se encontraba muy débil, a subir a bordo, pero, para el horror de Thomas, Teresa decide caer a su muerte, sacrificándose por la culpa de haberlos traicionado, mientras el edificio de CRUEL se derrumba con el fuego. La ciudad entera colapsa debido a las explosiones.
Thomas, Brenda, Minho, Gally, Vince, Sartén y Jorge se reúnen con Aris, Sonya, Harriet y el resto de los Inmunes y el Brazo Derecho, escapando a un "refugio seguro" en una gran isla. Allí, Thomas descubre que el collar que le dio Newt tenía una nota oculta para él. Todavía traumatizado por las muertes de Newt y Teresa, lee la nota, en la que Newt le dice que no tiene miedo a morir, y que se cuide y cuide a todos, antes de agradecer a Thomas por ser su amigo. Vince erige una piedra para que todos puedan tallar los nombres de sus seres queridos que perdieron la vida; rápidamente la roca se cubre de nombres como Alby, Winston, Chuck y Newt. Siendo el último, Thomas termina por tallar el nombre de Teresa en la piedra.

## Reparto
- Dylan O'Brien como Thomas.
- Thomas Brodie-Sangster como Newt.
- Ki Hong Lee como Minho.
- Kaya Scodelario como Teresa Agnes.
- Rosa Salazar como Brenda.
- Dexter Darden como Sartén.
- Will Poulter como Gally.
- Hannah Quinlivan como Xia.
- Roland Møller como Botha.
- Giancarlo Esposito como Jorge.
- Aidan Gillen como Janson.
- Barry Pepper como Vince.
- Walton Goggins como Lawrence.
- Patricia Clarkson como Ava Paige.
- Jacob Lofland como Aris Jones.
- Nathalie Emmanuel como Harriet.
- Katherine McNamara como Sonya.

## Producción
En marzo de 2015, se confirmó que T.S. Nowlin, quien coescribió la primera y escribió la segunda película, se preparaba para adaptar The Maze Runner: Death Cure.
Wes Ball confirmó que sí volvería a dirigir la película, pero que no se dividiría en dos entregas. El 16 de septiembre de 2015, se confirmó que Ball volvería a dirigir la película final.

### Rodaje
La fotografía principal empezó el 4 de marzo de 2016 en Vancouver, Canadá. Anteriormente se reveló en la Convención Internacional de Cómics de San Diego que el rodaje comenzaría en febrero de 2016.
El 18 de marzo de 2016 se anunció que Dylan O'Brien fue hospitalizado por sufrir un accidente en el set. El rodaje iba a retomar el 9 de mayo pero debido a que O'Brien no estaba recuperado del todo la producción fue pospuesta indefinidamente. De acuerdo con la lista de producción del Directors Guild of Canada, la película debía reanudar la filmación el 9 de mayo y completar la fotografía principal el 26 de julio. Sin embargo, el 29 de abril de 2016, la producción se cerró indefinidamente, ya que las lesiones de O'Brien eran más graves de lo que se pensaba.
El rodaje volvió en marzo de 2017 en Ciudad del Cabo, Sudáfrica. En mayo de 2017, se anunció que Walton Goggins interpretaría el papel de Lawrence, descrito como "un personaje inusual y peligroso que es parcialmente revolucionario, parcialmente anarquista y una voz para las personas que no la tienen". El rodaje se terminó el 3 de junio de 2017.

## Estreno

### Cine
Originalmente estaba programado para ser estrenada en los Estados Unidos el 17 de febrero de 2017. Sin embargo, debido a las lesiones de Dylan O'Brien, el estudio dijo que era poco probable que esta fecha iba a ser cumplida. El 27 de mayo de 2016, 20th Century Fox reprogramó la película para el 12 de enero de 2018, dando tiempo a Dylan O'Brien para recuperarse completamente.
El 22 de abril de 2017, el estudio retrasó la fecha de lanzamiento una vez más, hasta el 9 de febrero de 2018, con el fin de permitir más tiempo para la posproducción; meses después, el 25 de agosto, el estudio hizo avanzar el lanzamiento en dos semanas. La película se estrenó el 26 de enero de 2018 en 3D, 2D, IMAX e IMAX 3D.

### Doméstico
Maze Runner: The Death Cure se lanzó en Blu-Ray y DVD el 24 de abril de 2018.

## Recepción

### Crítica
Maze Runner: The Death Cure ha recibido, al igual que sus antecesoras, reseñas mixtas de parte de la crítica, pero generalmente algo más positivas de la audiencia. En el portal de internet Rotten Tomatoes, la película posee una aprobación de 42%, basada en 172 reseñas, con una puntuación de 5.2/10 de parte de la crítica, y con un consenso que dice: «Maze Runner: The Death Cure puede ofrecer una conclusión a los fanáticos de la franquicia, pero para cualquiera que no haya estado enganchado, es mejor no ver esta desmesurada entrega final.». De parte de la audiencia tiene una aprobación de 60%, basada en 16 612 votos, con una puntuación de 3.5/5.
La página web Metacritic le ha dado a la película una puntuación de 51 de 100 basada 37 en reseñas, indicando "reseñas mixtas o promedio". Las audiencias de CinemaScore le han dado una calificación de "B+" en una escala de A+ a F, mientras que en el sitio web IMDb los usuarios le han dado una puntuación de 6.3/10, sobre la base de más de 79 493 votos.

### Presupuesto y recaudación
A pesar de que este último filme contó con el mayor presupuesto respecto a las dos anteriores películas dirigidas por Wes Ball, 62 millones de dólares, ha sido la película de la trilogía que menos ha recaudado, 7 millones de dólares menos que la entrega anterior y 9 millones que la primera película de la trilogía en Estados Unidos, haciendo números a nivel mundial, la tercera entrega recaudó 87 millones de dólares menos que la primera película y 51 millones menos que la segunda parte de la trilogía. No obstante ha recaudado más de 280 millones de dólares a nivel mundial, quedando una buena cifra para el final de la trilogía.